# 國王路車路士站
國王路切爾西站（英語：King's Road Chelsea railway station）是橫貫鐵路2上的一个拟议车站。建成后，该车站将为切尔西國王路地区提供服务。
橫貫鐵路2目前被认为是继泰晤士連綫计划、东伦敦线延线和橫貫鐵路1之后的第四个首都主要铁路项目。